# Ivar Hjertqvist
Ivar Sture Oscar Hjertqvist, född 12 april 1907 i Härnösand, död där 29 augusti 1983, var en svensk målare och tecknare. 
Han var son till advokaten Oskar Hjertqvist och Gunhild Hasselhuhn och gift första gången 1930-1937 med Asta Ceder, därefter 1940-1953 med Siri Andersson och sedan med Ingrid Berglund 1953 till sin död. Han var kusin med juristen Erik Hasselhuhn och med skådespelaren Stefan Sauks mor.
Hjertqvist studerade vid Högre konstindustriella skolan i Stockholm 1929-1932 och tilldelades ett stipendium från Slöjdföreningen som medgav att han kunde studera vidare vid Académie de la Grande Chaumière i Paris samt genomföra studieresor till bland annat England, Skottland, Tyskland, Ungern och Balkanländerna. När han återkom till Sverige arbetade han först som reklamtecknare. Han blev medlem i SAFFT 1937 och medverkade i dess första utställning samma år. Separat ställde han ut första gången 1944 på Gummesons konsthall och hade därefter ett flertal separatutställningar runt om i landet. Han var en av stiftarna till föreningen Industrimotiv och medverkade i föreningens utställningar på Tekniska museet i Stockholm Eskilstuna konstmuseum. Bland hans offentliga arbeten märks ett antal monumentalmålningar i Ångermanland och Jämtland bland annat i Hackås kyrka och Murbergets kyrka. Hans konst är expressionistisk med motiv från kraftverksbyggen, arbetsinteriörer, fjällutsikter, dammbyggnader, porträtt och landskap med motiv från Ångermanland och Lappland i olja, tempera och gouache. Som illustratör medverkade han med teckningar i Sven Auréns reseböcker.